# Ermita de San Antonio (Montehermoso)
La ermita de San Antonio es una ermita situada al norte de Montehermoso. Originalmente fue construida a las afueras, entre viñas, ya que se sabe que hasta el siglo XX no se construyeron casas junto a la ermita. Se sitúa entre la carretera que une la Plaza de España de Montehermoso con Aceituna y un camino de huertos que va al Albadil (un barrio de Montehermoso).

## Historia
La ermita fue construida en el siglo XVIII y fue posteriormente restaurada entre enero y mayo de 1998, ya que había sido invadida por insectos devoradores de madera y las piedras tenían grietas y humedad. Fue la segunda ermita en ser restaurada.

## Estructura e imágenes
La ermita es pequeña, de estilo regional y hecha de mampostería con bóveda y artesonado de madera. Sobre el altar y el retablo hay una bóveda. A la entrada hay un portal con tejado a tres aguas soportado por seis columnas de piedra de cantería, y enfrente hay un calvario de piedra. En el tejado de la ermita hay un esquilón. Todo esto está rodeado por jardines.
La ermita de San Antonio tiene un retablo pequeño con la imagen de San Antonio en el centro. También hay en esta ermita imágenes de la virgen del Rosario y Santa Rita.

## Uso
La principal función de la ermita es albergar las imágenes de San Antonio y Santa Rita, a los que se les hace una novena a cada uno en los meses de mayo y junio.